# Gatka (Miastko)
Gatka (deutsch Gadgen, früher Gadjen oder Jagen) ist ein Dorf in der Stadt- und Landgemeinde Miastko (Rummelsburg) im Powiat Bytowski (Bütower Kreis) der polnischen Woiwodschaft Pommern.

## Geographische Lage
Das Dorf liegt in Hinterpommern, etwa 7 ½ Kilometer nordwestlich von Miastko (Rummelsburg i. Pom.) und vier Kilometer südöstlich des Kirchdorfs  Świerzno  (Groß Schwirsen).

## Geschichte

Gadgen, nordwestlich von Rummelsburg und südöstlich des Kirchdorfs Groß Schwirsen, auf einer Landkarte von 1915

Auf dem adligen Gut Gadgen saß um 1782 der Kriegs- und Domänenrat Werner Ernst von Lettow. Zur Verbesserung des Gutes Gadgen hatte er 1773 königliche Meliorationsgelder in Höhe von 5800 Reichstalern erhalten, die unter anderem zur Anlage des neuen Vorwerks Wernershof verwendet worden waren. Laut Vasallen-Tabelle befand sich um 1804 Johan Wilhelm Heinrich von Zitzewitz im Besitz von Gadgen.  Seit 1854 gehörte das Lettowsche Lehen Gadgen einem Herrn Hering, der es geerbt hatte.  Um 1884 besaß das Rittergut Gadgen mit Branntweinbrennerei und Kalkofen der Major von Stülpnagel, der es auch noch 1892 in Besitz hatte, als er Landrat war und seinen Wohnsitz in Sandberg bei Belzig hatte.
Am 30. Januar 1905 wurde der Gutsbezirk Gadgen in eine Landgemeinde gleichen Namens umgewandelt.
Am 1. Dezember 1913 wurden auf der 914,3 Hektar großen Gemarkungsfläche der Landgemeinde Gadgen 36 viehhaltende Haushaltungen gezählt, die zusammen 58 Pferde, 196 Stück Rindvieh, 28 Schafe und 405 Stück Borstenvieh hielten.
Anfang der 1930er Jahre hatte die Landgemeinde Gadgen eine Flächengröße von  9,4 km². Innerhalb der Gemeindegrenzen standen insgesamt 36 bewohnte Wohnhäuser an drei verschiedenen Wohnstätten:
1. Fließhof
2. Gadgen
3. Wernershof

Um 1935 gab es im Dorf Gadgen unter anderem einen Gemischtwarenladen, eine Schmiede und eine Tischlerei.
Die Landgemeinde Gadgen gehörte im Jahr 1945 zum Landkreis Rummelsburg im Regierungsbezirk Köslin der preußischen Provinz Pommern des Deutschen Reichs und war dem Amtsbezirk Groß Schwirsen zugeordnet. Das Standesamt befand sich in Groß Schwirsen.
Gegen Ende des Zweiten Weltkriegs wurde Gadgen Anfang März 1945 von der Roten Armee besetzt.
Anschließend wurde Gadgen zusammen mit ganz Hinterpommern von der Sowjetunion der Volksrepublik Polen zur Verwaltung überlassen. In der Folgezeit wurde die einheimische Bevölkerung von der polnischen Administration aus Gadgen vertrieben. Der Ortsname Gadgen wurde zu „Gatka“ polonisiert.

### Demographie
| Jahr | Einwohner | Anmerkungen |
| ---- | --------- | --- |
| 1782 | –         | adliges Dorf mit einem Vorwerk, auf der Feldmark des Dorfs den neu angelegten Siedlungen Wernershof, Louisenhof, Agnesenthal und Seehof sowie zwei Feldkaten, einem Bauernhof, vier Halbauern, zwei Kossäten, einem Krug, einer Schmiede, einem Schulmeister, Holzungen und Fischerei in Teichen, zu Groß Schwirsen in der Schlaweschen Synode eingepfarrt, dem Kriegs- und Domänenrat Werner Ernst von Lettow gehörig. |
| 1818 | 071       | Dorf, adlige Besitzung, zum Kirchspiel Groß Schwirsen gehörig |
| 1825 | 140       | Dorf mit den Vorwerken Agnesenhof, Fließhof, Louisenhof, Plasterkaten und Wernershof |
| 1852 | 199       | Dorf |
| 1864 | 217       | am 3. Dezember, Gutsbezirk mit einem Fächeninhalt von 3665,59 Morgen und 22 Wohngebäuden |
| 1867 | 215       | am 3. Dezember, Gutsbezirk |
| 1871 | 226       | am 1. Dezember, Gutsbezirk, sämtlich Evangelische |
| 1885 | 138       | am 1. Dezember, Gutsbezirk mit einem Flächeninhalt von 936 Hektar (136 Evangelische, zwei Katholiken). |
| 1895 | 196       | am 2. Dezember, Gutsbezirk mit einem Flächeninhalt von 937,1 Hektar (sämtlich Evangelische) |
| 1910 | 270       | am 1. Dezember |
| 1925 | 265       | darunter 257 Evangelische und ein Katholik |
| 1933 | 274       | [ 19 ] |
| 1939 | 260       | [ 19 ] |

## Kirche

### Kirchspiel bis 1945
Die vor 1945 in Gadgen anwesenden Dorfbewohner waren größtenteils evangelischer Konfession. Die evangelischen Einwohner gehörten zum evangelischen Kirchspiel Groß Schwirsen im Kirchenkreis Schlawe in der Kirchenprovinz Pommern der Evangelischen Kirche der Altpreußischen Union. 
Ds katholische Kirchspiel war in Rummelsburg i. Pom.

### Kirchspiel seit 1946
Die seit 1945 und Vertreibung der Einheimischen hier lebende polnische Dorfbevölkerung ist größtenteils römisch-katholisch und gehört der Römisch-katholischen Kirche in Polen an.
Hier lebenden evangelische Kirchenglieder werden von der Evangelisch-Augsburgischen Kirche in Polen betreut. Das zuständige Pfarramt ist das der Kreuzkirche in Słupsk (Stolp).

## Persönlichkeiten
- Werner Ernst von Lettow (1738–1789), preußischer Rittergutsbesitzer, Landrat und Kriegs- und Domänenrat, war Erbherr auf Gadgen und weiteren Gütern